# 代數數
代數數（英語：algebraic number）是代数与数论中的重要概念，指任何整係數多项式的複根。
所有代数数的集合构成一个域，称为代数数域（与定义为有理数域的有限扩张的代数数域同名，但不是同一个概念），记作{\displaystyle {\mathcal {A}}}或{\displaystyle {\overline {\mathbb {Q} }}}，是复数域{\displaystyle \mathbb {C} }的子域。
不是代数数的实数称为超越数，例如圆周率。幾乎所有的實數和複數都是超越數，這是因為代數數的集合是可數集，而實數和複數的集合是不可數集之故。代數數的集合是可數的，是因為整係數多項式的集合是可數的，代數數的集合是所有整係數多項式的解集合的聯集，且可數無限多的可數集的聯集是可數的之故。

## 定义
代数数可以定义为“有理系数多项式的复根”或“整系数多项式的复根”。第一个定义可以具体描述为：
设{\displaystyle z}为复数。如果存在正整数{\displaystyle n}，以及{\displaystyle n+1}个有理数{\displaystyle q_{0},q_{1},\cdots ,q_{n}}，并且{\displaystyle q_{n}\neq 0}，使得：
{\displaystyle q_{n}z^{n}+\cdots +q_{1}z+q_{0}=0}
则称{\displaystyle z}是一个代数数。
这个定义中，由于{\displaystyle q_{n}z^{n}\cdots +q_{1}z+q_{0}=0}可以推出{\displaystyle a_{n}z^{n}+\cdots +a_{1}z+a_{0}=0}，其中整数{\displaystyle a_{0},a_{1},\cdots ,a_{n}}分别等于{\displaystyle Mq_{0},Mq_{1},\cdots ,Mq_{n}}，{\displaystyle M}是{\displaystyle n+1}个有理数{\displaystyle q_{0},q_{1},\cdots ,q_{n}}分母的最小公倍数。所以“存在有理系数多项式使得{\displaystyle z}是其复根”可以推出“存在整系数多项式使得{\displaystyle z}是其复根”。另一方面，由于整数集合是有理数集合的子集，所以“存在整系数多项式使得{\displaystyle z}是其复根”也可以推出“存在有理系数多项式使得{\displaystyle z}是其复根”。这说明两个定义是等价的。

## 例子
任何有理数{\displaystyle q}都是多项式{\displaystyle X-q}的根，因此每个有理数都是代数数。所有形同{\displaystyle z=q^{\frac {1}{m}}}的无理数也是代数数，因为它是多项式{\displaystyle X^{m}-q}的根。例如{\displaystyle {\sqrt {2}}}和{\displaystyle {\sqrt[{3}]{3}}}是代数数，因为它们分别是方程{\displaystyle X^{2}-2=0}和{\displaystyle X^{3}-3=0}的根。
黄金比率{\displaystyle \phi }是代数数，因为它是{\displaystyle X^{2}-X-1=0}的根。二次无理数，也就是二次方程{\displaystyle ax^{2}+bx+c=0\,}的根，是代数数。虚数单位{\displaystyle i}也是代数数，因为是{\displaystyle X^{2}+1=0}的根。n次单位根，顾名思义，是{\displaystyle X^{n}-1=0}的根，因此是代数数。高斯整数也是代数数，例如高斯整数{\displaystyle a+bi}是多项式{\displaystyle X^{2}-2aX+a^{2}+b^{2}}的根。
所有规矩数（即可以从单位长度的线段出发，通过尺规作图法做出的线段的长度数值）都是代数数。因为建立直角坐标系後可以证明，标准的尺规作图步骤的每一步都相当于计算一个次数不超过2的多项式方程，因此能够通过有限步做出的线段长度必然是有限个有理系数多项式迭代后得到的多项式的根，从而是代数数。
自然对数的底{\displaystyle e}和圆周率{\displaystyle \pi }都不是代数数。

## 性质
代数数不一定是实数，实数也不一定是代数数。代数数的集合是可数的。证明的方法是将所有整系数的多项式归类。首先定义{\displaystyle \mathbb {Z} _{n}[X]}为所有{\displaystyle n}次整系数多项式的集合。其次定义{\displaystyle \mathbb {Z} _{n}^{k}[X]}为系数绝对值的和等于{\displaystyle k}的{\displaystyle n}次整系数多项式的集合：
{\displaystyle \mathbb {Z} _{n}^{k}[X]=\left\{a_{0}+a_{1}X+\cdots +a_{n}X^{n};\;\;a_{0},a_{1},\cdots ,a_{n}\in \mathbb {Z} ,\;a_{n}\neq 0,\;|a_{0}|+|a_{1}|+\cdots +|a_{n}|=k\right\}}
{\displaystyle \mathbb {Z} _{n}^{k}[X]}中多项式的任何系数至多有{\displaystyle 2k+1}个可能性，最高次项系数至多有{\displaystyle 2k}个可能性，因此这样的多项式个数不超过{\displaystyle 2k(2k+1)^{n}}。每个多项式至多有{\displaystyle n}个根。如果将所有{\displaystyle \mathbb {Z} _{n}^{k}[X]}中多项式的根的集合记为{\displaystyle {\mathcal {A}}_{n}^{k}}，则{\displaystyle {\mathcal {A}}_{n}^{k}}的元素个数不超过{\displaystyle 2nk(2k+1)^{n}}，即为有限集。
整系数多项式的集合{\displaystyle \mathbb {Z} [X]}可以写为常数多项式和{\displaystyle \mathbb {Z} _{n}^{k}[X]}的并集：
{\displaystyle \mathbb {Z} [X]=\mathbb {Z} \bigcup _{n\in \mathbb {Z} ^{+},k\in \mathbb {Z} ^{+}}\mathbb {Z} _{n}^{k}[X].}
而常数多项式没有根。所以，任一代数数必然是某个{\displaystyle \mathbb {Z} _{n}^{k}[X]}中的多项式的根，即属于{\displaystyle {\mathcal {A}}_{n}^{k}}。反之任何{\displaystyle {\mathcal {A}}_{n}^{k}}中的元素按定义必然是代数数。因此代数数的集合{\displaystyle {\mathcal {A}}}也可以写为所有{\displaystyle {\mathcal {A}}_{n}^{k}}的并集：
{\displaystyle {\mathcal {A}}=\bigcup _{n\in \mathbb {Z} ^{+},k\in \mathbb {Z} ^{+}}{\mathcal {A}}_{n}^{k}.}
而{\displaystyle \mathbb {Z} ^{+}\times \mathbb {Z} ^{+}}是可数集。集合{\displaystyle {\mathcal {A}}}是可数个有限集的并集，因此是可数的。
由于代数数的集合{\displaystyle {\mathcal {A}}}是可数集，因此在复平面上，代数数集合的勒贝格测度为零。在此意义上，可以说“几乎所有”的复数都不是代数数。
给定一个代数数z，在所有以{\displaystyle z}为根的有理系数多项式中，存在唯一的一个首一多项式，其次数小于等于任何其他以{\displaystyle z}为根的多项式。这个多项式称为极小多项式。如果极小多项式的次数为{\displaystyle n}，则称该代数数为{\displaystyle n}次代数数。一次的代数数就是有理数。
所有的代数数都是可计算数，因此是可定义数。

## 代数数域
两个代数数的和、差、积与商（约定除数不为零）也是代数数。可以验证，装备了有理数的加法、乘法运算的代数数集合{\displaystyle {\mathcal {A}}}构成一个域，有时也记为{\displaystyle {\overline {\mathbb {Q} }}}。每一个系数为代数数的多项式方程的根也是代数数。因此，代数数域是代数封闭域。实际上，它是含有有理数域的最小的代数封闭域，称为有理数域的代数闭包。

## 由根式定义的数
任何可以从整数或有理数通过有限次四则运算和正整数次开方运算得到的数都是代数数。反之则不成立：有些代数数不能用这种方法得出，這些代數數是次数為5次或超過5次的多项式的根。这是伽罗瓦理论的结果（参见五次方程和阿贝尔-鲁菲尼定理）。一个例子是{\displaystyle x^{5}-x-1=0\,}的唯一实根（大约为{\displaystyle 1.167303978261418684256\,}）。

## 代数整数
代数整数是任何整系数首一多项式的根。显然代数整数是代数数的一部分，但代数数不全是代数整数。所有整数都是代数整数，其余的有理数则不是代数整数。代数整数的集合记作{\displaystyle \mathbb {A} }，是代数数的子集。在某些上下文中，为了与代数整数区别，整数也被称作有理整数。
两个代数整数的和、差与积也是代数整数，这就是说，装备了整数的加法、乘法运算的代数整数集合构成了一个环，因此{\displaystyle \mathbb {A} }代数中也被称为代数整数环。